# La Perla (Veracruz)
La Perla es un pueblo mexicano que  se encuentra en el estado de Veracruz. Según el censo de 2020, tiene una población de 4627 habitantes.
Es cabecera de uno de los 212 municipios de la entidad, ubicado en la zona centro.
Está situado en las coordenadas 18°55’ latitud norte, 97°08’ longitud norte, a una altitud de 1611 metros sobre el nivel del mar.

## Clima
El clima de esta localidad es frío, con una temperatura media de 14 °C, y heladas y nevadas todo el año, dada su cercanía al Pico de Orizaba. Las lluvias son abundantes en el verano y a principios del otoño.

## Cultura
La Perla tiene sus celebraciones del 1 al 12 de diciembre, donde se realizan eventos tradicionales y religiosos en honor a la Virgen de Guadalupe, patrona del municipio.